# Calliphora suturata
Calliphora suturata är en tvåvingeart som först beskrevs av Bertoloni 1861.  Calliphora suturata ingår i släktet Calliphora och familjen spyflugor.
Artens utbredningsområde är Moçambique. Inga underarter finns listade i Catalogue of Life.